# Warwickita
La warwickita és un mineral de la classe dels borats, que pertany i dona nom al grup de la warwickita. Rep el seu nom de la seva localitat tipus, la localitat de Warwick, a Nova York (Estats Units).

## Característiques
La warwickita és un borat de fórmula química (Mg,Fe2+)₃Ti(BO₃)₂O₂. Cristal·litza en el sistema ortoròmbic. Es va descobrir en forma petits cristalls prismàtics de color gris fosc a negre en marbre blanc cristal·lí. Els cristalls són prismàtics, {010}, {100}, {110}, {130} i {310}, amb terminacions arrodonides, de fins a 5 mil·límetres. També es troba en forma granular anèdrica. La seva duresa a l'escala de Mohs es troba entre 5,5 i 6.
Segons la classificació de Nickel-Strunz, la warwickita pertany a «06.AB: borats amb anions addicionals; 1(D) + OH, etc.» juntament amb els següents minerals: hambergita, berborita, jeremejevita, yuanfuliïta, karlita, azoproïta, bonaccordita, fredrikssonita, ludwigita, vonsenita, pinakiolita, blatterita, chestermanita, ortopinakiolita, takeuchiïta, hulsita, magnesiohulsita, aluminomagnesiohulsita, fluoborita, hidroxilborita, shabynita, wightmanita, gaudefroyita, sakhaïta, harkerita, pertsevita-(F), pertsevita-(OH), jacquesdietrichita i painita.

## Formació i jaciments
Va ser descoberta l'any 1838 a Warwick, al comtat d'Orange, Nova York (Estats Units), on es troba associada a altres minerals com: espinel·la, magnetita, ilmenita, grafit, diòpsid i condrodita. En els territoris de parla catalana ha estat trobada a les mines de Nuestra Señora del Carmen, a Jumella (Múrcia).

## Grup de la warwickita
El grup de la warwickita és un grup de minerals que integra dues espècies: la warwickita, amb fórmula (Mg,Fe2+)₃Ti(BO₃)₂O₂, i la yuanfuliïta, amb fórmula Mg(Fe3+,Al)O(BO₃). Es tracta d'un grup estretament relacionat amb el grup de la ludwigita.